# Тишківський Богдан Миколайович
Богдан Миколайович Тишківський — молодший сержант Збройних сил України, основне місце дислокування частини — Житомирська область.

## Нагороди
26 липня 2014 року — за особисту мужність і героїзм, виявлені у захисті державного суверенітету та територіальної цілісності України, вірність військовій присязі під час російсько-української війни, відзначений — нагороджений орденом «За мужність» III ступеня.